# Hugo Boss

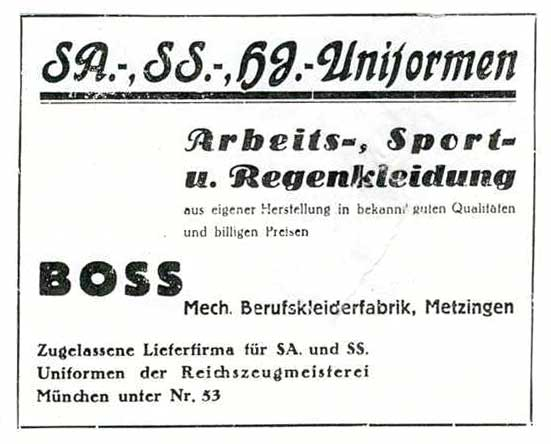
Advertentie voor nazi-uniformen in de Alb-Neckar-Zeitung, 1933.

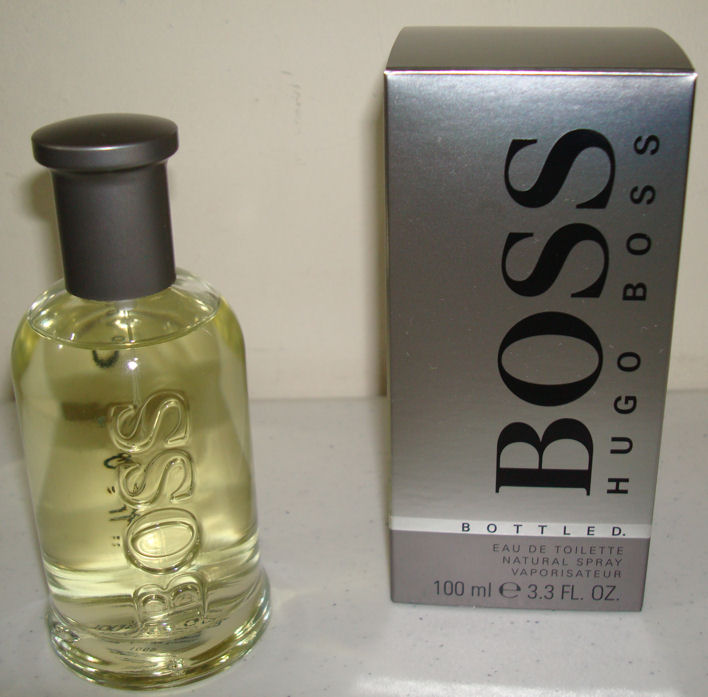
Parfum van Hugo Boss

HUGO BOSS AG is een beursgenoteerd kledingbedrijf dat zijn oorsprong vindt in het Duitse plaatsje Metzingen in 1923 en eigenaar is van het handelsmerk HUGO BOSS. Bedrijf en merk zijn vernoemd naar de oprichter,  modeontwerper Hugo Boss (1885–1948).

## Geschiedenis
In de jaren dat de nationaalsocialisten in Duitsland aan de macht waren, vervaardigde het bedrijf uniformen voor de SA, SS, Wehrmacht en Hitlerjugend. Na de oorlog kregen zij hiervoor een boete van 100.000 mark. 
In de tweede helft van de twintigste eeuw verwierf het bedrijf gaandeweg wereldwijd bekendheid. Het maakt niet alleen kleding maar ook schoenen, parfums, horloges, brillen en andere accessoires. In 1985 ging het bedrijf naar de beurs, en de meeste aandelen werden verworven door de Marzotto Groep (nu Valentino Fashion Group); twee jaar later kwam de Orange-lijn.

## Activiteiten
De jaaromzet was in 2020 zo'n 2 miljard euro. Hiervan wordt zo'n 85% behaald met de verkoop van kleding onder het Boss-label. Europa is veruit de belangrijkste afzetmarkt, hier wordt ongeveer twee derde van de omzet gerealiseerd.
Het aandeel staat op de Duitse beurs genoteerd en het bedrijf maakt deel uit van de MDAX-aandelenindex. Van de aandelen is 15% in handen van twee Italiaanse strategische partners, PFC S.r.l./Zignago Holding S.p.A..

### Merken
HUGO BOSS is verdeeld in een aantal merken:
- BOSS Black, moderne en tegelijkertijd klassieke dames- en herenkleding, zowel zakelijk als informeel
- BOSS Selection, vooral klassieke kleding, tevens de duurste lijn
- BOSS Orange, vrijetijdskleding, felle kleuren en vreemde materialen
- BOSS Green, sportkleding
- Hugo,  onconventionele kleding
- Baldessarini, luxe kledinglijn voor de man van middelbare leeftijd of ouder
- Juvenis, overhemden

## Concurrentie
De concurrentie die HUGO BOSS reeds ondervond van bestaande merken als Prada, Versace, Dolce & Gabbana en Tommy Hilfiger is nog eens verbreed door de opkomst van nieuwe merken.